# Mario Tufaroli Luciano
Mario Tufaroli Luciano, detto Mosé (Napoli, 5 marzo 1903 – Roma, 1971), è stato un architetto e urbanista italiano, appartenente alla scuola romana degli anni Trenta.

## Biografia
Nasce nel 1903 a Napoli da Angelo Tufaroli Luciano e Amalia Sarapo.
Di religione ebraica, per evitare le discriminazioni confermate dalle leggi razziali fasciste del 1938 e lavorare con il regime, alle prime tragiche avvisaglie dovette cambiare nome da Mosè a Mario, già a partire dal 1932.
È fra i primi studenti iscritti nel 1921 alla Regia Scuola di Architettura di Roma, inaugurata nel dicembre dell’anno precedente dal Direttore Manfredo Manfredi, dove ottiene la laurea il 24 aprile del 1926 con voto 106 su 110, discutendo una tesi di progetto per la “sede della Borsa in Roma”.
Nello stesso anno riceve sia la medaglia d’oro della Fondazione “Mario Palanti” che la medaglia d’argento “Valadier”, entrambe destinate al più meritevole dei laureati.
Suoi compagni di corso, tra gli altri, Ottorino Aloisio, Giuseppe Nicolosi, Concezio Petrucci, Alfio Susini, Annibale Vitellozzi ed Elena Luzzatto, prima donna italiana a laurearsi in architettura.
Sempre dal 1926 diviene assistente volontario della cattedra al primo anno di “Disegno architettonico ed elementi di composizione” di Arnaldo Foschini prima e di Enrico del Debbio poi; dal 1932 in qualità di assistente straordinario incaricato.
Nel 1927 si profila un’importante occasione di confronto tra i giovani architetti italiani e la cultura architettonica internazionale nell’esposizione del Deutscher Werkbund a Stoccarda, dedicata ai prototipi residenziali e organizzata nel quartiere del Weissenhof. All’esposizione, supervisionata da Mies Van der Rohe, vi partecipano soprattutto architetti tedeschi: gli architetti italiani, non invitati  a erigere edifici, prendono parte alla mostra dei progetti.
Roberto Papini, incaricato dal Ministero degli Esteri di selezionare i lavori più rappresentativi per la sezione italiana sull’abitare moderno, presenterà il progetto del neolaureato Tufaroli (in collaborazione con Alfio Susini) per tre palazzine per gli impiegati dello Stato in Viale Romania a Roma, assieme ai disegni del futurista Antonio Sant’Elia e ai progetti di Giacomo Matté-Trucco e Alberto Sartoris per Torino, del Gruppo 7 per Milano, di Duilio Torres e Brenno del Giudice per Venezia, di Alberto Calza Bini, Innocenzo Sabbatini, Adalberto Libera e del Gruppo di Pietro Aschieri per Roma.
A partire dal 1928 avvia un sodalizio, abbastanza continuativo per almeno un decennio, con l’architetto Concezio Petrucci, dedicandosi a studi urbanistici e partecipando assiduamente ai numerosi concorsi per piani regolatori e di ampliamento di città italiane, in collaborazione con vari colleghi, tra i quali oltre a Petrucci e Alfio Susini (suoi compagni di corso), Mario Paniconi, Giulio Pediconi, Luigi Moretti - e l'apporto occasionale di Ettore Fagiuoli e degli ingegneri Emanuele Filiberto Paolini e Iginio Zanda – sempre in diverse compagini di progettazione.
Vanno ricordati i piani regolatori di Foggia (1928 – 2º premio), Cagliari (1928 - 3º premio), Pisa e la sua Marina, per il quale ottiene il massimo riconoscimento (1929 -1º premio), Verona (1931-‘32 - 2º premio) e Perugia  (1932 - 2º premio).
Nel 1930 esordisce in qualità di progettista architettonico donando nuove facciate e moderni spazi interni, con mobili e arredi sempre su suo disegno, ad un vecchio palazzo costruito trent’anni prima uso abitazione, da convertire nella nuova sede romana della S.I.A.E. diretta da Roberto Forges Davanzati, successivamente suo testimone di nozze. Evidenti in questo progetto gli interessi dell’architetto per le partiture geometriche elementari che costituiranno, in forma di telai in calcestruzzo armato, la cifra stilistica anche delle opere successive.
Nel maggio del 1931, insieme ai colleghi Luigi Ciarrocchi, Mario De Renzi, Mario Marchi, Luigi Moretti, Giuseppe Nicolosi, Mario Paniconi, Giulio Pediconi, Concezio Petrucci, Oscar Seno e Mosè Costantino Vetriani è firmatario del manifesto del Raggruppamento Architetti Moderni Italiani (R.A.M.I.), movimento ispirato da Alberto Calza Bini - segretario del sindacato degli architetti fascisti - nato in contrapposizione al Movimento Italiano per l'Architettura Italiana (MIAR), propugnando un compromesso fra le idee del Movimento Moderno e la tradizione architettonica italiana.
Del 1932 è la villetta Nunes Vais sulla via Cassia, piccola villa di campagna dal rivestimento con mattoni rossi in doppio filare, alternati a fasce di intonaco bianco, nella quale combina la sensibilità moderna con le modulazioni dell’architettura rustica romana.
Nello stesso anno sposa la signorina Lina Gelardi.
In gruppo con Luigi Moretti, Mario Paniconi, Giulio Pediconi e Mario De Renzi - tutti architetti romani formati o gravitanti intorno alla Scuola Superiore di Architettura - partecipa alla riflessione sulle nuove forme dell’abitare lanciata da Gio Ponti che, in qualità di direttore della rivista “Domus”, bandisce un concorso sull’abitazione moderna: la proposta reca il titolo “Casa di campagna per un uomo di studio” ed ottiene un giudizio favorevole.
L’anno seguente, alla V Triennale di Milano del 1933, nella sezione riservata alla “Mostra dell’Abitazione” il medesimo gruppo, ad eccezione di De Renzi sostituito dall’ingegner Zanda, porta un secondo esempio di “Casa di campagna per un uomo di studio”, circondata da patii e pergolati risolti in forme di astratti portali: assieme a Luigi Moretti progetta i mobili dell’ambiente destinato a studio.
Il Tufaroli parteciperà anche alle due successive Triennali: rispettivamente alla VI Triennale di Milano del 1936, con la casa d'affitto realizzata in via Carlo Grabau a Roma (1933-'34) e alla VII Triennale di Milano del 1940 con le nuove città di Aprilia, Pomezia e Fertilia.
Nel 1933 supera l’esame di Stato per l’abilitazione all’esercizio della professione di architetto e il 15 maggio dell’anno successivo si iscrive all’Ordine degli Architetti del Lazio; sarà anche membro della Giunta per la tenuta dell’Albo degli Architetti dall’iscrizione e del Direttorio del Sindacato interprovinciale fascisti architetti del Lazio fino al 1942.
Nella metà degli anni Trenta realizza una serie di palazzine signorili in via Panama a Roma (una per il ricco barone napoletano Paolo Quintieri, le altre per la Società Generale Immobiliare), nelle quali lo studio accuratissimo della pianta e dell'esecuzione delle opere tutte rappresenta il denominatore comune; di poco successiva la palazzina di piccole abitazioni e studi in via Cesare Beccaria.
È in questi anni che assieme a Petrucci e gli ingegneri Emanuele Filiberto Paolini e Riccardo Silenzi, tutti poco più che  trentenni, fonda il gruppo di progettazione contraddistinto dall’acronimo 2P.S.T. (dalle iniziali dei componenti) per partecipare ai concorsi per le nuove città di fondazione nel periodo fascista: ed è per la quarta e la quinta città dell’Agro Pontino – Aprilia  e Pomezia – in cui si torna alla più regolare prassi del concorso che il gruppo, non senza contestazioni, si aggiudica il 1° posto.
Aprilia, nata in epoca di sanzioni, rappresenta il primo tentativo di un'architettura moderna prettamente autarchica, costruita con materiali del luogo: i mattoni pieni rossi di Monterotondo e Tor di Quinto, il tufo di Marino e il travertino di Tivoli. 
Durante il secondo conflitto mondiale la città venne duramente colpita dai bombardamenti e le uniche testimonianze dell’assetto originario urbano rimaste furono la chiesa di San Michele Arcangelo (con il campanile rifatto nel 1999), la Casa del Fascio (abbattuta negli anni '70) e l’edificio del Comune, anch'esso ricostruito.
Anche per la città di Pomezia,  ideale prosecuzione di quanto operato ad Aprilia, è richiesto che il nucleo urbano corrisponda alle tipiche necessità del capoluogo di un comune essenzialmente rurale, con tipi costruttivi basati sull’impiego di materiali locali e caratteristiche architettoniche ispirate a somma semplicità.
Successivamente agli esiti dei due concorsi per Aprilia e Pomezia, Mario Ascione, responsabile della bonifica della Nurra, affida al gruppo 2P.S.T. direttamente senza concorso, la redazione del piano regolatore di Fertilia, in sostituzione dell’ingegnere Arturo Miraglia che nel 1935 aveva già predisposto un piano ritenuto scenografico e poco adatto a un centro rurale. 
Il nuovo progetto viene solo parzialmente realizzato tra il 1939 e il 1941 ma una volta scoppiata la guerra  i lavori si interrompono bruscamente e Fertilia rimane incompleta e semidisabitata fino alla prima metà degli anni Cinquanta, quando l’insediamento dovette essere completato per accogliere i profughi dalle terre italiane dell’Istria assegnate dalle potenze vincitrici alla repubblica di Jugoslavia.
Nel 1939 insieme all’ingegnere Emanuele Filiberto Paolini progetta e realizza Borgo Rurale Appio e Borgo Domizio per la bonifica del Volturno dell’Opera nazionale Combattenti (O.N.C.) in provincia di Caserta.
Nell'ambito del risanamento della regione urbana circostante la città del Vaticano, nel 1941 la Società Generale Immobiliare gli assegna due dei quattro lotti (Lotto I – Lotto III) per la sistemazione edilizia della zona di Porta Angelica a Roma - accesso laterale a San Pietro - mediante la sostituzione del vecchio e fatiscente agglomerato di case esistenti con quattro edifici moderni che pur con caratteristiche proprie rivelano un loro carattere unitario: della progettazione dei due lotti rimanenti vengono incaricati l'Ingegnere Ugo Luccichenti (Lotto II) e l'architetto Gianfranco Bianchi (Lotto IV).
Nel 1942 Gio Ponti, sulle pagine della rivista da lui diretta, “lo stile nella casa e nell'arredamento”, pubblica la casa “Il Porcospino” a Castiglioncello, nella quale vengono ripresi temi stilistici già impiegati dal Tufaroli nella sua precedente villa Giuliano a Genzano del 1934.
Nella prima metà degli anni Sessanta viene incaricato dal commendatore Angelo Rizzoli di un profondo rinnovamento e ampliamento del complesso della cartiera di Lama di Reno, rilevata nel 1954 dal commendator Zeloni, con la volontà di adeguarlo alle richieste del mercato. I due si erano conosciuti nel 1952, quando l’imprenditore gli aveva affidato la ristrutturazione di Villa Arbusto, sua residenza estiva sull’isola di Ischia. 
La Rizzoli fece costruire un gruppo di condomini destinati agli operai, per un totale di 120 appartamenti, a Nord dell’impianto e nel 1957 viene completata anche la villa del Direttore, sempre progettata dal Tufaroli Luciano e situata tra la cartiera e il quartiere operaio.
Il progetto della Cartiera di Marzabotto appartiene alla fase matura dell’opera dell’architetto ritrovandovi il suo personalissimo stile, rinvenuto in tante opere, che prevedeva la separazione-dichiarazione della struttura rispetto alle tamponature.
Muore nel 1971.

## Opere di architettura
- 1926/1927 – concorso nazionale per le case degli impiegati dello stato in Roma (I.N.C.I.S.), tre palazzine in Viale Romania, Roma, 1° premio - realizzate (con Alfio Susini)
- 1930 – trasformazione e arredamento della nuova sede della “Società Italiana degli Autori ed Editori” (SIAE), via Po, 8 - via Valadier 37, Roma
- 1932 – villa Nunes-Vais, località Acqua Traversa, via Cassia, Roma
- 1932  /1933 – casa di abitazione a piccoli appartamenti, piazza dei Prati Strozzi (quartiere della Vittoria), Roma[31] (progetto strutturale: ingegnere Iginio Zanda)
- 1933 – casa di campagna per uomo di studio alla V° Triennale di Milano, Milano (con Mario Paniconi, Giulio Pediconi, Luigi Moretti e l'ingegnere Iginio Zanda – Gruppo degli Architetti romani)
- 1933 / 1934 – casa di abitazione a piccoli appartamenti, via Carlo Grabau, Roma[32] (progetto strutturale: ingegnere Iginio Zanda)
- 1934 – villa Giuliano, Genzano, Roma
- 1935 – palazzina, via Archimede, Roma[33]
- 1935 – palazzina Quintieri, via Panama 77-79, Roma[34]
- 1935 – palazzina Giuliano, via Martelli 35, Roma
- 1935 / 1936 – palazzina, via Panama 92, Roma[35]
- 1935 / 1936 – palazzina, via Panama 96, Roma
- 1936 – palazzina Blanc-Lante della Rovere, via Cesare Beccaria, Roma[36] (progetto strutturale: ingegnere Iginio Zanda)
- 1937 – villa Franzoni, via Casilina, Roma
- 1937 – villa Clerici, via Ostriana, Roma
- 1939 – villetta “Il Porcospino”, Castiglioncello, Rosignano Marittimo, Livorno[37]
- 1941– case di abitazione della Santa Sede, Lotto I e Lotto III, via di Porta Angelica - via del Mascherino, Roma
- 1952 – ristrutturazione di Villa Arbusto, Ischia
- 1955 – palazzina, via degli Scialoja, Roma
- 1967 – ristrutturazione Cartiera di Lama di Reno, Marzabotto, Bologna

## Opere di urbanistica
- 1928 – concorso nazionale per il piano regolatore e di ampliamento della città di Foggia, 2° premio - non realizzato (con il progetto dal motto “PST”, gruppo formato da: Concezio Petrucci, Alfio Susini e l'ingegnere Emanuele Filiberto Paolini)
- 1928 – concorso nazionale per il piano regolatore della città di Cagliari, 3° premio - non realizzato (con Il progetto dal motto “P.T.Z. 12” gruppo formato da Concezio Petrucci, ingegnere Iginio Zanda - gruppo Architetti Urbanisti di Roma)
- 1929 – concorso nazionale per il piano regolatore della città di Pisa e della Marina di Pisa, 1° premio - non realizzato (con il progetto con il motto “3P-ST” con Concezio Petrucci, Alfio Susini, Mario Paniconi e Giulio Pediconi)
- 1931/1932 - concorso nazionale per il piano regolatore e di ampliamento della città di Verona, 2° premio - non realizzato (con Il progetto con il motto “F.M.3P.S.T.” con Concezio Petrucci, Ettore Fagiuoli, Luigi Moretti, Mario Paniconi e Giulio Pediconi e Alfio Susini – gruppo Architetti Urbanisti di Roma)
- 1932 – concorso nazionale per il piano regolatore e di ampliamento della Città di Perugia, 2° premio - non realizzato (con Il progetto con il motto “M.P.T.” con Luigi Moretti, Mario Paniconi e Giulio Pediconi – gruppo Architetti Urbanisti di Roma)
- 1935 / 1936 – concorso per il Piano Regolatore di Aprilia, 1º premio - realizzato (con gruppo "2P.S.T.": Concezio Petrucci e gli ingegneri Emanuele Filiberto Paolini e Riccardo Silenzi)
- 1936 / 1937 – Città di Aprilia, Aprilia, Roma (con gruppo "2P.T.S.": Concezio Petrucci e gli ingegneri Emanuele Filiberto Paolini e Riccardo Silenzi)
- 1937 / 1938 – concorso per il Piano Regolatore di Pomezia, 1° premio - realizzato (con gruppo "2P.T.S.": Concezio Petrucci e gli ingegneri Emanuele Filiberto Paolini e Riccardo Silenzi)
- 1938 / 1939 – città di Pomezia (con gruppo "2P.T.S.": Concezio Petrucci e gli ingegneri Emanuele Filiberto Paolini e Riccardo Silenzi)
- 1937 / 1941 – Città di Fertilia – Alghero (con gruppo "2P.T.S.": Concezio Petrucci e gli ingegneri Emanuele Filiberto Paolini e Riccardo Silenzi)
- 1939 – borgo Domizio, Castel Volturno, Caserta - (con l’ingegnere Emanuele Filiberto Paolini)
- 1940 – borgo Rurale Appio, Grazzanise, Caserta - (con l’ingegnere Emanuele Filiberto Paolini)